# Galium crespianum
Galium crespianum  (лат.) — вид двудольных растений рода Подмаренник (Galium) семейства Мареновые (Rubiaceae). Впервые описано испанским систематиком Хуаном Хоакином Родригесом в 1879 году.

## Распространение, описание
Эндемик Балеарских островов (Испания). Встречается на Мальорке и Драгонере.
Гемикриптофит. Многолетнее растение, генетически очень близкое виду Galium friedrichii N. Torres, L. Sáez,
Mus & Rosselló. Стебель стелющийся или приподнимающийся. Листья линейно-ланцетные, часто также серповидные, размером 15—38×1—2,5 мм. Соцветие — венчик, несёт цветки жёлтого цвета.

## Синонимы
Синонимичные названия:
- Galium decolorans Bourg. ex Marès
- Galium palatinum F.W. Schultz ex Nyman